# Zbiórka

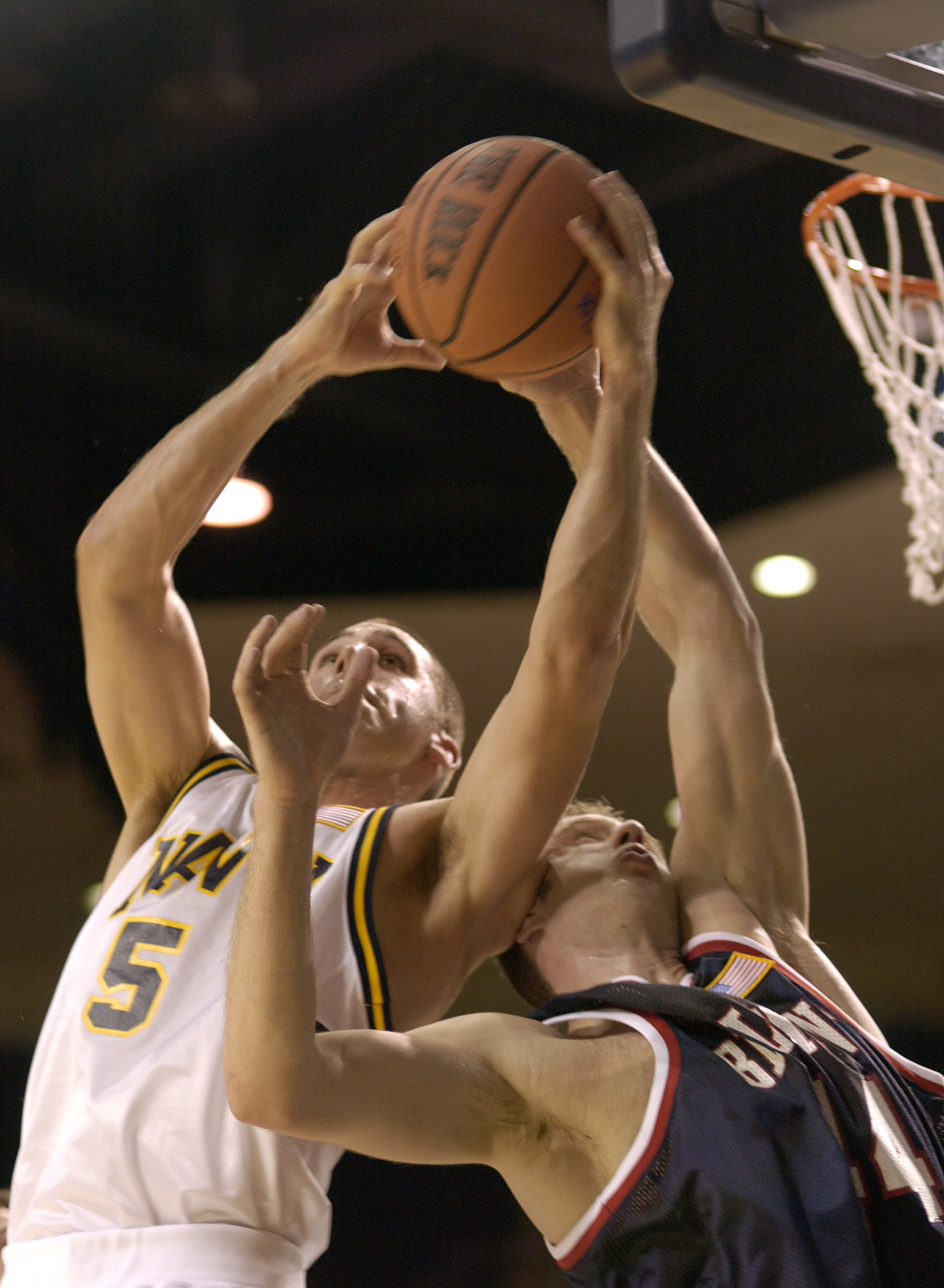

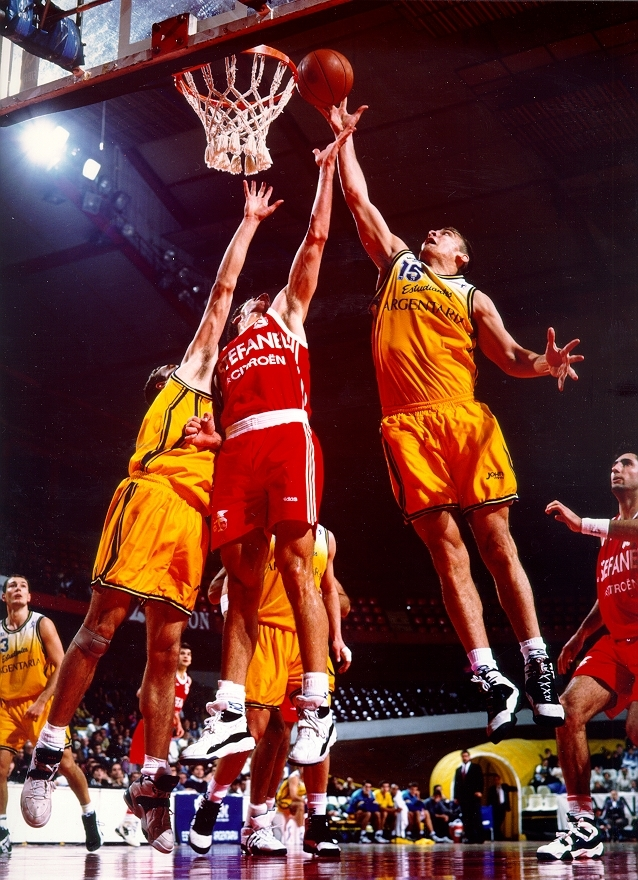

Zbiórka – w koszykówce złapanie piłki przez zawodnika drużyny broniącej lub atakującej po nieudanym rzucie do kosza. 
Zbiórka jest zaliczana zawsze, gdy bezpośrednio po próbie rzutu zawodnik wchodzi w posiadanie piłki. Zbiórka może zostać zapisana zawodnikowi, który zbija piłkę do partnera, jeżeli robi to w sposób świadomy. 
- Zbiórka piłki w ataku zaliczana jest w momencie, gdy dokonuje jej gracz zespołu atakującego.
- Zbiórka piłki w obronie zaliczana jest w momencie wejścia w posiadanie piłki po rzucie gracza obrony.

Uwaga
1. Po próbie rzutu zawsze następuje zbiórka niezależnie czy piłka po rzucie dotknęła parkietu lub innych graczy (nie będąc w ich posiadaniu).
2. Zbiórką w ataku jest dotknięcie piłki przez gracza ataku powodujące jej skierowanie w stronę kosza (tip in).
3. Zbiórka jest zaliczana graczowi, który po rzucie złapał piłkę razem z rywalem i wywalczył jej posiadanie dla zespołu w ramach procedury naprzemiennego posiadania piłki.
4. Zbiórka może być przyznana w sytuacji, gdy piłka nie dotknęła obręczy ani tablicy o ile wcześniej przyznano próbę rzutu.
5. W przypadku, gdy podczas walki o piłkę została ona zbita „na oślep” zbiórkę zalicza się zawodnikowi, który wszedł w jej posiadanie.
6. Jeżeli rzut został zablokowany przez gracza obrony, zbiórka jest przyznawana zawodnikowi, który pierwszy wszedł w posiadanie piłki bezpośrednio po bloku jeżeli wcześniej zaliczono próbę rzutu zawodnikowi zablokowanemu.
7. Zbicie piłki z obręczy przez obrońcę o ile było to zagranie świadome i zakończyło się wejściem w posiadanie piłki zespołu obrony należy zapisać obrońcy jako zbiórkę.
8. Zbiórka jest zaliczana wyłącznie w sytuacjach gdy gracz wejdzie w posiadanie piłki. Nie są zbiórką sytuacje, gdy gracz świadomie doprowadza (np. poprzez zastawienie) do opuszczenia przez piłkę parkietu.